# Incydent na granicy albańsko-jugosłowiańskiej
W kwietniu 1999 roku na granicy albańsko-jugosłowiańskiej doszło do incydentu, w czasie którego armia jugosłowiańska ostrzelała kilka albańskich granicznych miejscowości wokół Krumë, Kukës i Tropojë. W wioskach tych zakwaterowani byli uchodźcy, którzy uciekli przed trwającą wojną w Kosowie, przekraczając granicę z Albanią. 13 kwietnia 1999 roku jugosłowiańska piechota wkroczyła na terytorium Albanii, aby zneutralizować obszar, który był wykorzystywany przez Armię Wyzwolenia Kosowa do przeprowadzania ataków na cele w Jugosławii.

## Tło

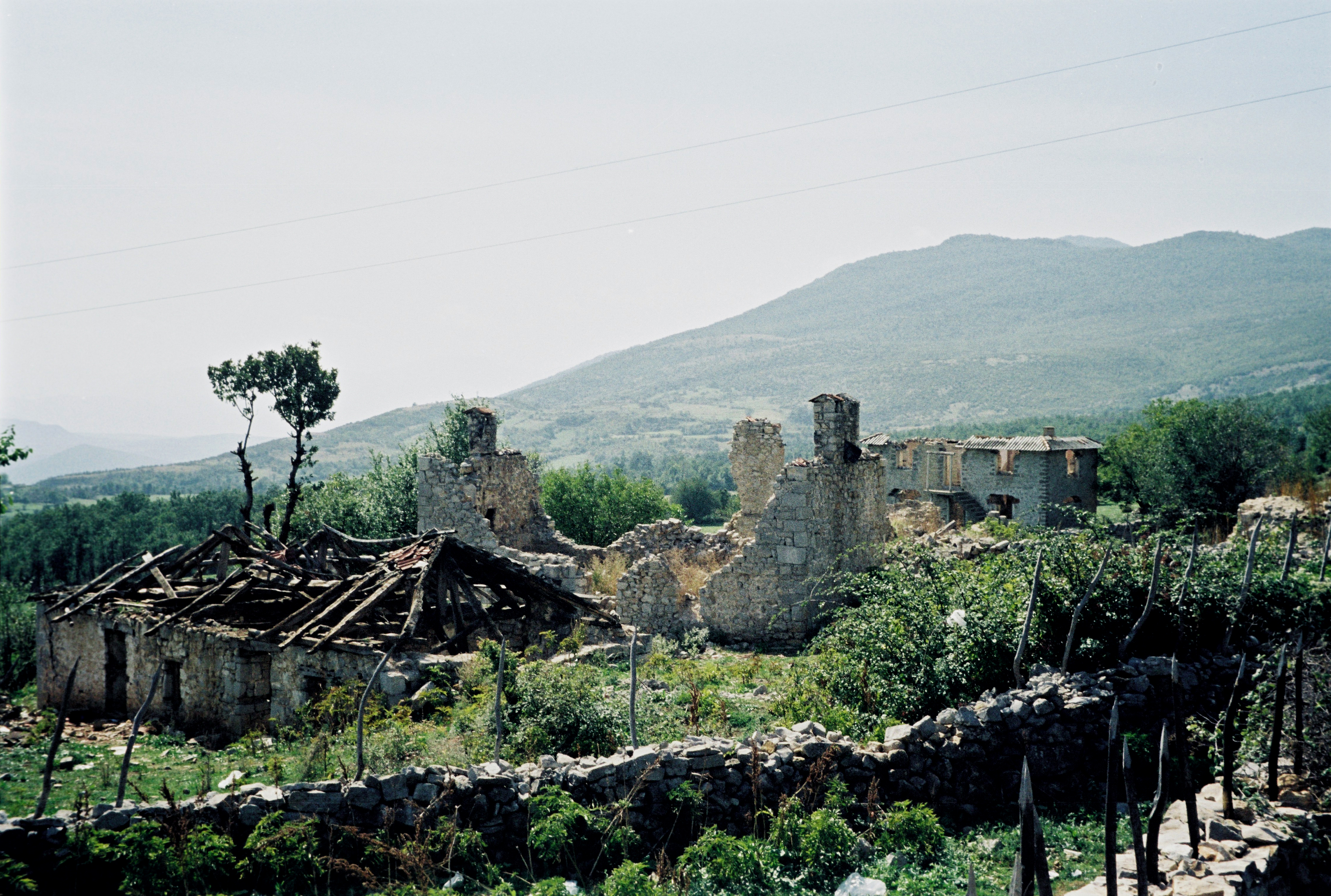
Ruiny domu w pobliżu Morinë w dolinie Białego Drinu, przy granicy z Albanią

W latach 1992–1993 etniczni Albańczycy utworzyli Armię Wyzwolenia Kosowa (UÇK), która zaczęła atakować siły policyjne Federalnej Republiki Jugosławii (FRJ).[9] Od 1998 roku UÇK była zaangażowana w regularne walki z coraz większą liczbą jugosłowiańskich sił bezpieczeństwa. Rosnące napięcia doprowadziły do otwartej wojny w Kosowie w lutym 1998 roku.
W miarę wzrostu napięć, albańskiej armii coraz trudniej było ochraniać 140-kilometrową granicę kraju z Jugosławią i radzić sobie ze stałym napływem kosowskich uchodźców do kraju. Jednostki jugosłowiańskiej armii kontrolowały granicę w kilku obszarach, ale generalnie polegały na niedostępnym górzystym terenie, który utrudniał przekraczanie granicy. Wiele jednostek jugosłowiańskich wojsk pogranicznych cierpiało z powodu braku siły ludzkiej, a wojny w Bośni i Hercegowinie oraz w Chorwacji poważnie nadszarpnęły ich zasoby. Morale żołnierzy było niskie, żywienie często bardzo ubogie, a części zamienne do sprzętu używanego przez armię i policję trudne do zdobycia.
Władze Albanii były zaniepokojone próbami Serbii, aby oskarżać Albanię o wspieranie terroryzmu. Szacuje się, że armia albańska liczyła wtedy 4000–6000 żołnierzy, a Jugosławia miała dla niej „niewielki szacunek”.
Wojna w Kosowie spowodowała, że tysiące Albańczyków z Kosowa dołączyło do szeregów UÇK. Ponad 500 000 albańskich uchodźców opuściło swoje domy w obawie przed odwetem ze strony armii jugosłowiańskiej w latach 1998–1999. W międzyczasie UÇK rozpoczęła rekrutację nowych bojowników w obozach dla uchodźców. Doszło do walk granicznych między UÇK a siłami jugosłowiańskimi, w czasie których oddziały UÇK przedostały się z Albanii do Kosowa. Według albańskiej policji, późniejsza inwazja armii jugosłowiańskiej mogła być odpowiedzią na działania UÇK w tym rejonie.
Stosunki między Jugosławią a Albanią były napięte, ponieważ 300 000 Albańczyków uciekło z Kosowa do Albanii, powodując kryzys uchodźczy. Jugosłowianie byli wściekli z powodu wsparcia, jakie Albania udzieliła dla nalotów NATO i udzielania schronienia bojownikom UÇK. Organizacja Bezpieczeństwa i Współpracy w Europie (OBWE) informowała o wcześniejszych wtargnięciach armii jugosłowiańskiej na terytorium Albanii. Granica była słabo broniona przez armię albańską, która otrzymała rozkaz nieodpowiadania ogniem w razie ataku armii jugosłowiańskiej. Dowódca UÇK poinformował, że siły rebeliantów przekroczyły granicę z Kosowem w pobliżu Tropojë, twierdzy UÇK, na kilka dni przed jugosłowiańskim atakiem, wtargnięcie to zostało oficjalnie potwierdzone przez obserwatora OBWE.

## Incydent
Ze swoich pozycji po jugosłowiańskiej stronie granicy żołnierze armii jugosłowiańskiej wystrzelili tuż przed północą co najmniej 10 pocisków w kierunku miasta Krumë, gdzie schronili się uchodźcy z Kosowa. Rzecznik albańskiego MSZ Sokol Gjoka oświadczył, że incydent nie spowodował ofiar po żadnej ze stron i że w walkach zniszczono trzy domy. To samo źródło twierdzi, że wojska jugosłowiańskie wycofały się, gdy siły albańskie z Tropojë dotarły do tego obszaru.

## Reakcje
- OBWE: Obserwatorzy OBWE poinformowali, że jugosłowiańscy spadochroniarze przekroczyli granicę[2].
- Albania: Ministerstwo Spraw Zagranicznych oświadczyło, że „oddziały piechoty sił serbskich wkroczyły do dwóch kilometrów w głąb terytorium Albanii po dwóch godzinach ostrzału artyleryjskiego po naszej stronie”[12]. 18 kwietnia Albania i Jugosławia zerwały stosunki dyplomatyczne[13].
- Jugosławia: Ministerstwo Spraw Zagranicznych Jugosławii zaprzeczyło, że wojska jugosłowiańskie wkroczyły do Albanii[12].
- Turcja: Premier Bülent Ecevit oświadczył, że pozwoli, aby „w razie potrzeby Turcja broniła wraz z Albanią suwerenności i niepodległości zaprzyjaźnionego i bratniego narodu Albanii”[14].